# Голицын, Борис Александрович
Князь Бори́с Алекса́ндрович Голи́цын (1880, Владимирская губерния — 1947, Канны) — русский офицер и общественный деятель, член IV Государственной думы от Владимирской губернии.

## Биография

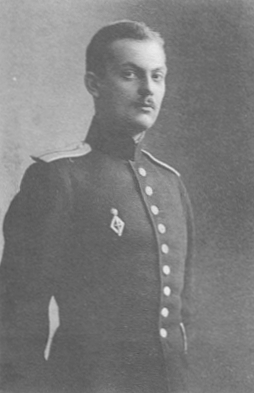
В Кавалергардском полку.

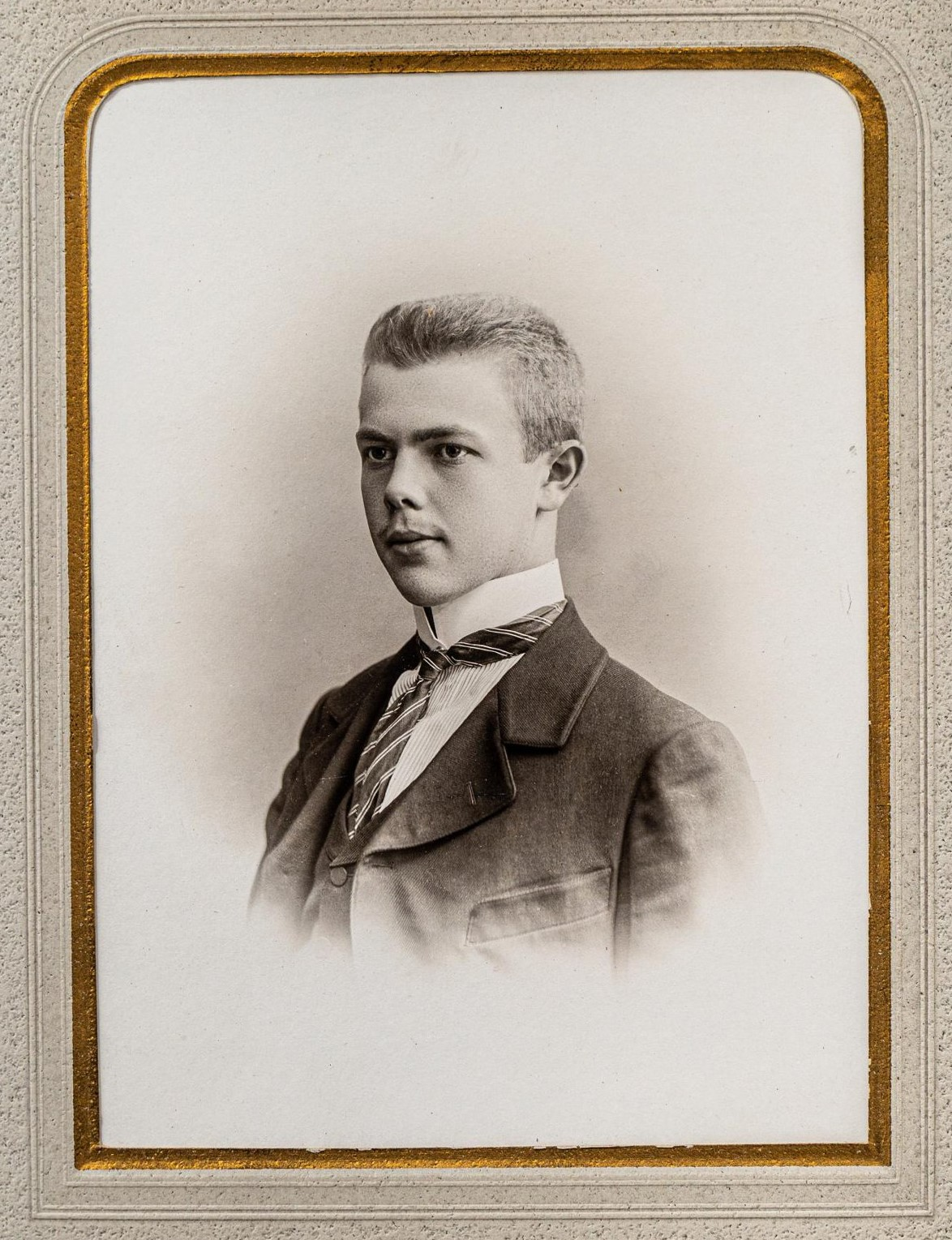
Б.А.Голицын в молодости. Фото 1898-1903 гг.

Родился в селе Сима Владимирской губернии 23 июня (5 июля) 1880 года. Происходил из древнего княжеского рода. Сын владимирского губернского предводителя дворянства князя Александра Борисовича Голицына (1855—1920) и княжны Софии Александровны (урожд. Вяземская; 1859—1941). Землевладелец (200 десятин).
Окончил 5-ю Московскую гимназию и юридический факультет Московского университета. По окончании университета 26 августа 1903 года поступил вольноопределяющимся в Кавалергардский полк; 19 августа 1904 года был произведен в корнеты.
В 1909 году вышел в запас в чине поручика и был избран юрьевским уездным предводителем дворянства. Состоял в придворном звании камер-юнкера.
В 1912 году был избран в члены Государственной думы от Владимирской губернии съездом землевладельцев. Входил во фракцию правых, после её раскола в ноябре 1916 года был председателем группы независимых правых. Состоял секретарем комиссии по местному самоуправлению, а также членом комиссий: о путях сообщения, по военным и морским делам. Участвовал в 10-м съезде Объединенного дворянства (1914).
С началом Первой мировой войны, 31 июля 1914 года вернулся в Кавалергардский полк, участвовал в боях, за отличие был награждён орденом Святого Владимира 4-й степени. Высочайшим приказом от 18 июля 1915 года уволен от военной службы для определения к статским делам. В сентябре был зачислен в запас по гвардейской кавалерии.
После революции эмигрировал во Францию.
Умер 28 июля 1947 года в Каннах. Похоронен на кладбище Пасси в Париже.

## Семья
Был трижды женат:
- с 31 октября 1904 года — на Надежде Михайловне Леонтьевой (1882—1916), дочери Михаила Михайловича Леонтьева и  сестре С. М. Леонтьева
- с 1921 года — на Мэри Джейн Клевеланд ван Ренсимер (1888—1935)
- с 1938 года — на княжне Ольге Дмитриевне Голицыной (1896—1994)